# آلمائو (بازیکن فوتبال، زاده ۱۹۹۰)
آلمائو (انگلیسی: Alemão؛ زادهٔ ۱۸ اکتبر ۱۹۹۰) بازیکن فوتبال اهل برزیل است.